# Emilio Sakraya
Emilio Sakraya Moutaoukkil (Berlín, 29 de juny de 1996) és un actor i cantant alemany. Tot i que començà la seva carrera cinematogràfica el 2008 i tingué diversos rols a produccions alemanyes, fou el 2020 que es va revelar internacionalment gràcies al paper del jove JC a la sèrie de Netflix: Warrior Nun.

## Filmografia

### Pel·lícules
| Any  | Títol                               | Personatge |
| ---- | ----------------------------------- | ---------- |
| 2008 | Speed Racer                         |            |
| 2010 | Zeiten ändern dich                  |            |
| 2013 | V8 – Du willst der Beste sein       |            |
| 2013 | Der Prinz von Gmünd (curt metratge) |            |
| 2014 | Bibi & Tina: Voll verhext!          |            |
| 2016 | Bibi & Tina: Mädchen gegen Jungs    |            |
| 2017 | Bibi & Tina: Tohuwabohu Total       |            |
| 2017 | Rock My Heart – Mein wildes Herz    |            |
| 2018 | Heilstätten                         |            |
| 2018 | Meine teuflisch gute Freundin       |            |
| 2018 | Kalte Füße                          |            |